# جوش غريفيثز (عداء مسافات طويلة)
جوش غريفيثز (بالإنجليزية: Josh Griffiths) هو عداء مسافات طويلة بريطاني، ولد في 3 نوفمبر 1993.

## وصلات خارجية
- جوش غريفيثز على موقع الاتحاد الدولي لألعاب القوى (الإنجليزية)